# Cà ri

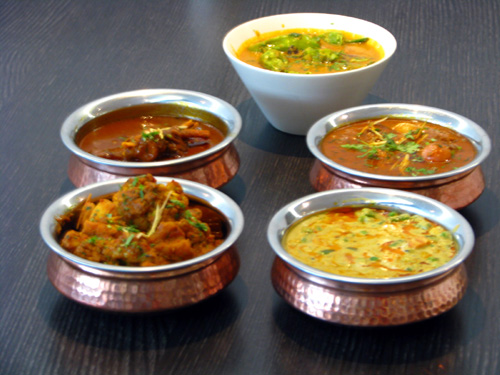
Một số món cà ri rau từ Ấn Độ

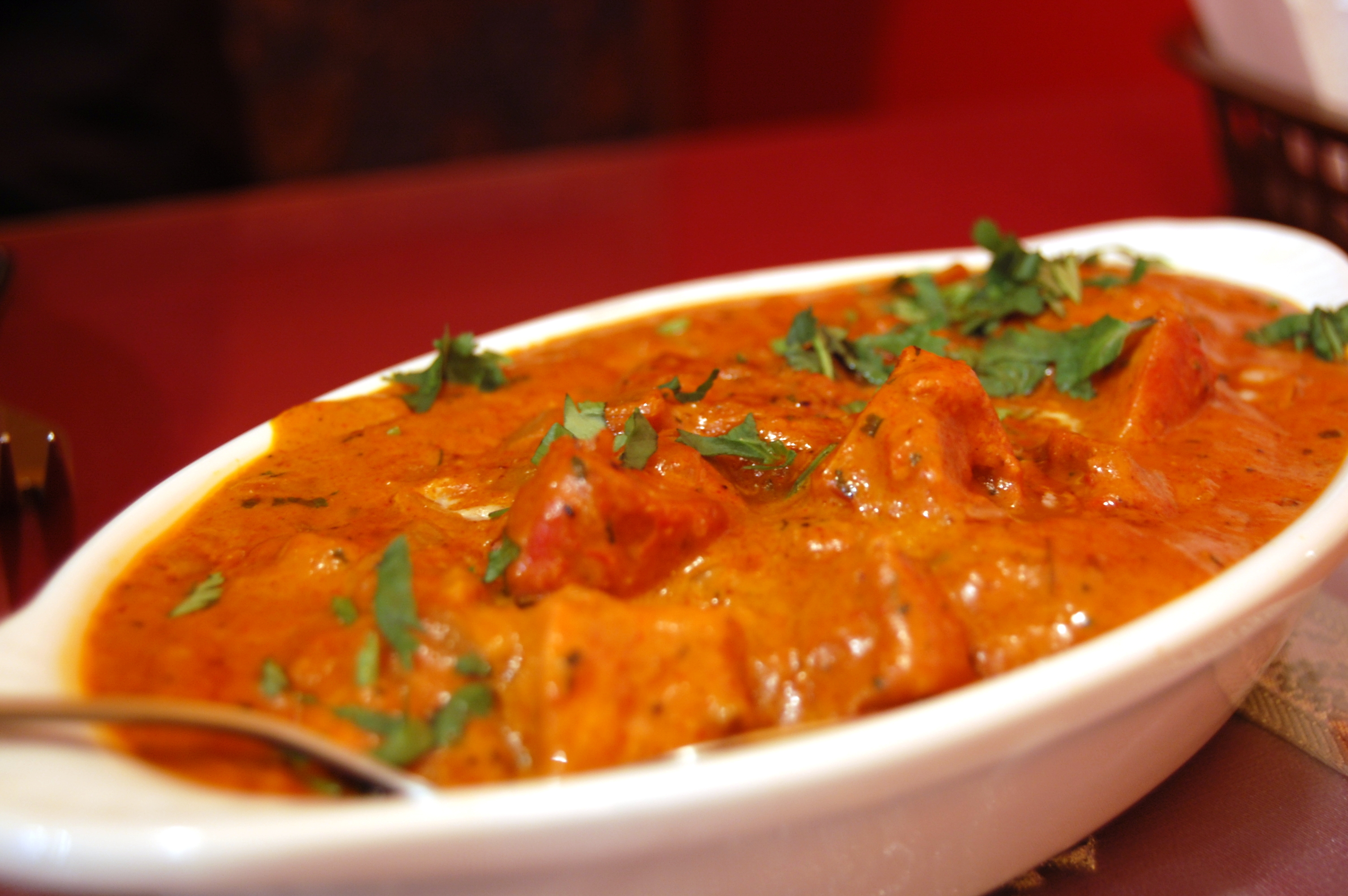
Món cà ri gà với bơ trong một nhà hàng Ấn Độ

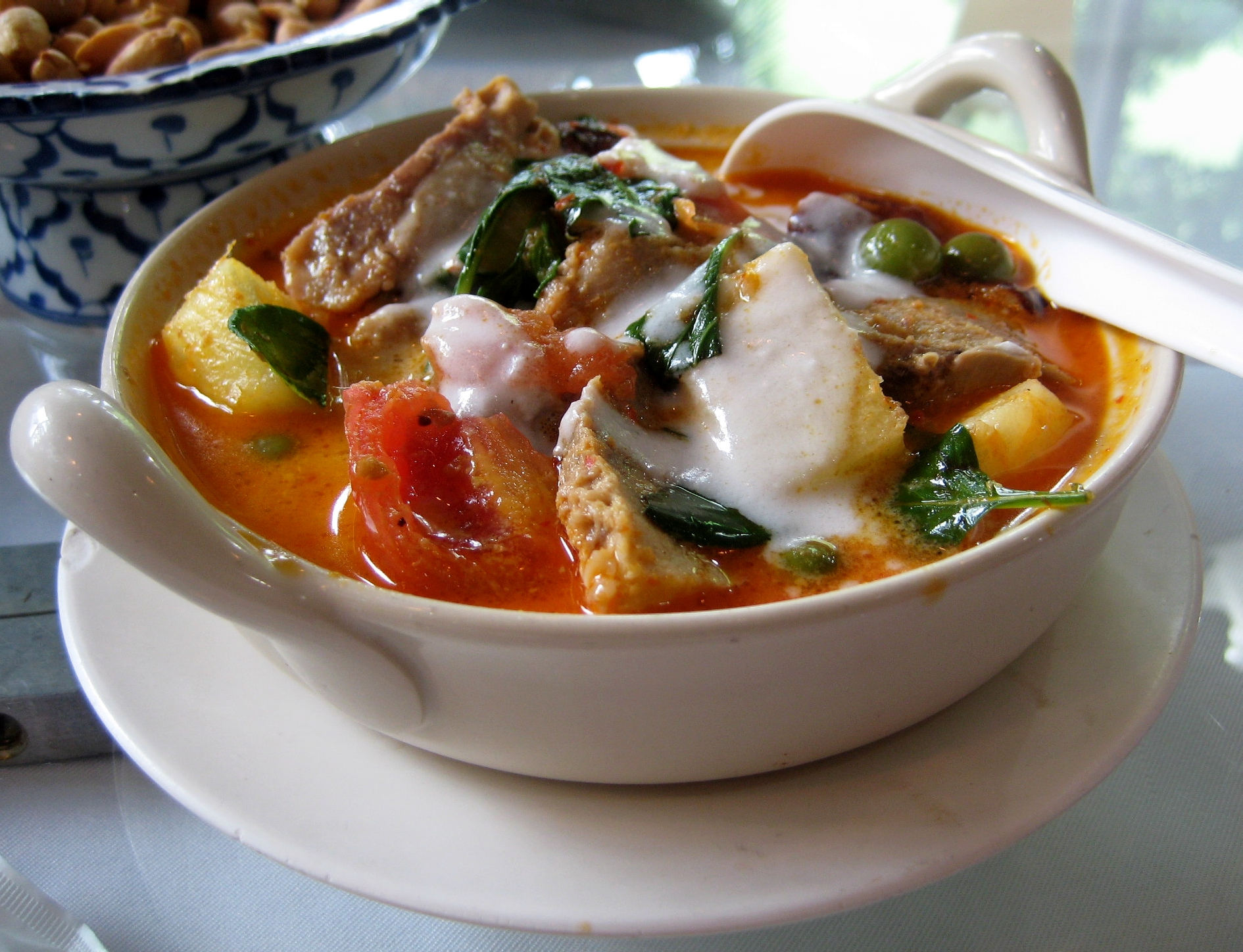
Cà ri đỏ với thịt vịt ở Thái Lan

Cà-ri (từ chữ Tamil là "kari" (கறி)), là một thuật ngữ tổng quát trong tiếng Anh (tiếng Anh là curry, số nhiều là curries) và nhiều ngôn ngữ khác, chủ yếu được sử dụng trong văn hóa phương Tây để chỉ một loạt các món ăn hầm cay hoặc ngọt có thành phần chính là bột cà ri, nổi tiếng nhất trong Ẩm thực Ấn Độ, Thái, và Nam Á, nhưng cà ri được ăn ở tất cả vùng châu Á - Thái Bình Dương, cũng như các nền ẩm thực của Tân Thế giới bị ảnh hưởng bởi chúng, chẳng hạn như: Trinidad, Mauritian hoặc Fiji. Đặc điểm chung của chúng là sự hợp nhất của việc pha trộn phức tạp các loại gia vị, có thể kèm các loại thảo mộc, thường bao gồm cả các loại ớt cay dạng tươi hoặc khô. Cùng với trà, cà ri là một trong vài món ăn hay đồ uống thật sự "liên Á", nhưng nó có căn nguyên tại Ấn Độ. Những người theo Chủ nghĩa thuần túy hạn chế sử dụng cà ri để làm các món ăn có nước sốt, nhưng ta hãy xem các loại cà ri "có nước" hoặc "khô" dưới đây.
Ở các nền ẩm thực truyền thống nguyên thủy, việc lựa chọn chính xác các loại gia vị cho mỗi món ăn là một vấn đề của truyền thống văn hóa dân tộc hay khu vực, tập tục tôn giáo, và ở một mức độ nào đó là sự ưu tiên của gia đình. Các món ăn như vậy được gọi bằng những tên gọi cụ thể tùy theo thành phần nguyên liệu của chúng, phương pháp tẩm ướp và nấu.
Theo truyền thống, các loại gia vị được sử dụng ở dạng còn nguyên hay nghiền ra; nấu chín hoặc để sống, và chúng có thể được thêm vào ở các thời điểm khác nhau trong quá trình nấu ăn để tạo ra những kết quả khác nhau.
Bột cà ri, một hỗn hợp thương mại được chế biến sẵn gồm các loại gia vị, là một khái niệm phổ biến ở phương tây, có nguồn gốc từ thế kỷ 18. Những hỗn hợp như thế này thường được cho là do các thương gia Ấn Độ chế biến ban đầu để bán cho các thành viên của chính phủ và quân đội thực dân Anh để họ mang về nước.
Những món ăn gọi là "cà ri" có thể chứa thịt, gia cầm, cá, sò ốc hoặc chỉ đơn thuần là kết hợp với các loại rau quả. Chúng có thể thay thế được hoàn toàn cho việc ăn chay, đặc biệt là cho những ai mà theo các tôn giáo với quy định cấm ăn thịt hoặc hải sản.
Món cà ri có thể là "có nước" hoặc "khô". Món cà ri "có nước" có chứa một lượng đáng kể nước sốt hoặc nước chấm từ sữa chua, sữa dừa, bột đậu nghiền (dal), hoặc nước hầm xương. Món cà ri khô được nấu với rất ít chất lỏng để có thể bay hơi dễ dàng, để lại các thành phần nguyên liệu được bao phủ trong hỗn hợp gia vị.

## Từ nguyên học
Chữ "curry" đã được thông qua và Anh hóa từ chữ Tamil là "kari" (கறி) có nghĩa là "nước sốt", thường được hiểu là rau với thịt hoặc chỉ có rau nấu với các loại gia vị có hoặc không có nước dùng. Theo giả thuyết này, "kari" lần đầu tiên xuất hiện vào giữa thế kỷ 17 bởi các thành viên của Công ty Đông Ấn Anh khi giao dịch với các thương nhân Tamil (Ấn Độ) dọc theo bờ biển Coromandel ở đông nam Ấn Độ, đặc biệt tại pháo đài St George (sau này gọi là Madras và đổi thành Chennai vào năm 1996). Ở đây, họ đã trở nên quen thuộc với "một loại gia vị phối hợp được sử dụng để làm các món ăn kari... gọi là kari podi hoặc bột cà ri." Một lời giải thích sâu xa hơn được đưa ra trong cuốn "The Flavours of History" khẳng định rằng nguồn gốc của từ "curry" là từ một từ cổ trong tiếng Anh, lần đầu tiên được ghi chép trong "The Forme of Cury" 

## Các nguồn gốc và sự phổ biến
Các món ăn có thịt tẩm ướp nhiều gia vị được cho là có nguồn gốc từ thời tiền sử, trong các cư dân của nền văn minh lưu vực sông Ấn. Bằng chứng khảo cổ có niên đại vào năm 2.600 TCN ở Mohenjo-daro cho thấy việc sử dụng cối và chày để giã các loại gia vị bao gồm mù tạt, rau thì là, và vỏ me mà con người dùng để tăng hương vị cho thực phẩm. Các món ăn như vậy cũng được ghi nhận trong thời kì Vệ Đà của lịch sử Ấn Độ, vào khoảng năm 1700-500 TCN.
Các món ăn được tẩm ướp gia vị theo phong cách Ấn Độ dường như đã được mang về phía đông đến Miến Điện, Thái Lan, và Trung Quốc bởi các nhà sư Phật giáo vào thế kỷ thứ 7, và tiến về phía nam tới Indonesia, Philippines, và đến các nơi khác bởi những thương nhân ven biển tại cùng một thời điểm. Việc thành lập đế quốc Mughal, bắt đầu vào đầu thế kỷ 16, đã chuyển hóa nhiều nền ẩm thực Ấn Độ cổ đại, đặc biệt là ở miền Bắc. Một ảnh hưởng khác là việc thành lập các trung tâm thương mại Bồ Đào Nha ở Goa vào năm 1510, dẫn đến việc đưa quả ớt đến Ấn Độ lần đầu tiên, như một sản phẩm phụ của sự trao đổi hàng hóa đường biển.
Từ giữa thế kỷ 19, cà ri đã ngày càng phổ biến ở Anh. Vào thế kỷ 19, cà ri cũng đã được mang đến vùng biển Caribbean bởi những người lao động Ấn Độ làm việc trong ngành công nghiệp đường mía ở Anh. Kể từ giữa thế kỷ 20, các món cà ri mang nhiều phong cách quốc gia đã trở nên phổ biến và vượt xa nguồn gốc của chúng, và ngày càng trở thành một phần của nền ẩm thực tổng hợp quốc tế.

## Thành phần

### Bột cà ri
Bột cà ri là thành phần không thể thiếu khi nấu cà ri, đò là một loại bột vàng, mịn, có mùi đặc trưng.
Các loại gia vị chính được tìm thấy trong hầu hết các loại bột cà ri Nam Á là nghệ, rau mùi, Thì là Ai Cập; một loạt các loại gia vị bổ sung có thể kèm theo tùy thuộc vào khu vực địa lý, cùng với các loại thực phẩm bao gồm (thịt đỏ / trắng, cá, đậu lăng, gạo và rau).
Theo bà Triệu Thị Chơi, các thành phần bao gồm: 10g đại hồi, 10g đinh hương, 20g hạt mùi khô, 50g nghệ bột, 10g quế chi, 20g ớt khô được rang cho thơm nhưng không khét đen rồi nghiền thành bột mịn và trộn chung với nhau (hạt mùi khô chỉ giã nhuyễn, không rang). Ngoài ra thành phần của một số loại bột cà ri còn có thêm thì là Ai Cập, bạch đậu khấu, ngọc đậu khấu, hoa tiêu, tiểu hồi v.v...

### Các thành phần khác
Các thành phần khác của món cà ri hết sức đa dạng, phụ thuộc vào nguyên liệu thịt, củ quả chính để nấu cà ri cũng như sự sáng tạo của người đầu bếp. Có thể thường bắt gặp trong món cà ri có nước cốt dừa, điều đỏ, hành, gừng, thịt các loại (heo, dê, bò, gà, cừu, cá sấu, đà điểu và một số loại hải sản như cá, lươn...), khoai tây, khoai lang, cà rốt, củ cải, rau quả, vv...

## Các món cà ri ở Nam Á
Từ quan điểm nấu nướng, rất hữu ích để xem Nam Á là toàn bộ khu vực lịch sử bao gồm cả trước khi độc lập vào năm 1947, và đó là những đất nước cận đại như Ấn Độ, Sri Lanka, Pakistan, và Bangladesh. Rất bình thường để phân biệt một cách rộng rãi các phong cách ẩm thực của Ấn Độ giữa miền Nam và miền Bắc, và ta có thể nhận ra rằng trong hai phong cách trên là vô số những phong cách và sự biến đổi đa dạng khác. Sự khác biệt thường nằm ở việc sử dụng các loại tinh bột chủ yếu: lúa mì ở hình thức bánh mì không lên men ở miền Bắc, lúa ở miền Đông, lúa và kê ở miền Nam.

### Các món cà ri Goa
Món cà ri được gọi là vindaloo đã trở nên khá phổ biến ở Anh, Mỹ, và các nơi khác, nơi mà tên này thường được dùng một cách đơn giản chỉ một món ăn cay gồm thịt cừu hoặc thịt gà, thường kèm theo khoai tây. Các món ăn như vậy khác hẳn các món ban đầu ở Goa.
Tên vindaloo xuất phát từ tiếng Bồ Đào Nha vinha d'alhos hay là rượu vang (vinho) và tỏi (alho), hai thành phần hương vị chính. Các món này đã được làm với thịt lợn, không bị cấm bởi Kitô giáo của người Bồ Đào Nha. Việc kèm theo khoai tây là sự bổ sung sau này của người Ấn Độ, được cho là do sự nhầm lẫn của chữ "khoai tây" trong Tiếng Hin-di là aloo.

### Các món cà ri ở Karnataka

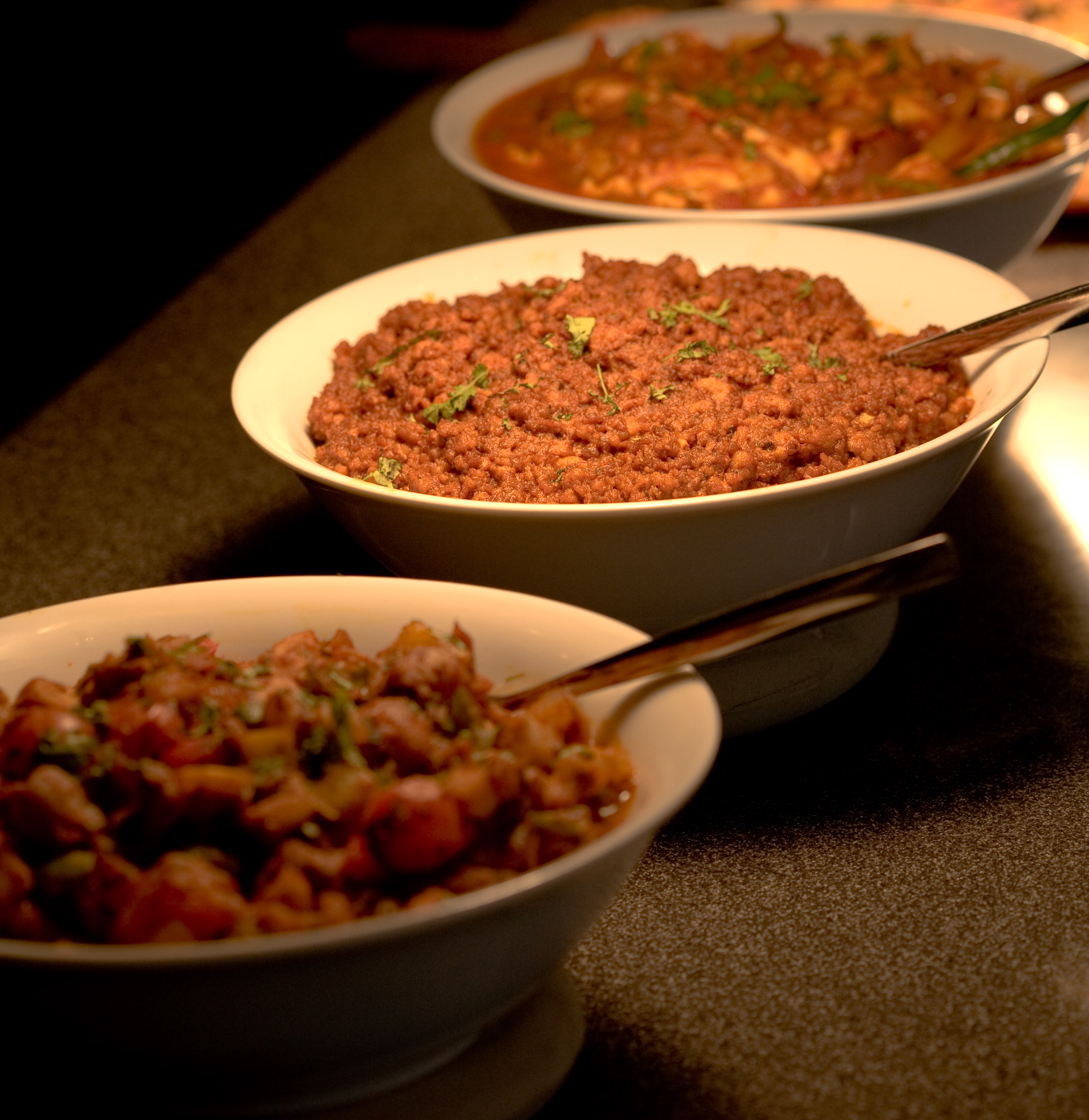
Các món cà ri ở Karnataka, Ấn Độ.

Các món cà ri ở Karnataka thường là món ăn chay hoặc kèm với thịt, hay cá chủ yếu xung quanh các vùng ven biển. Người ta sử dụng nhiều loại rau và gia vị, cùng với dừa và đường thốt nốt để tạo ra những hương vị đặc trưng. Có các món cà ri khô và nấu với nước sốt. Một số món nấu với nước sốt đặc trưng bao gồm Saaru, Gojju, Thovve, Huli, Majjige Huli, mà tương tự như món Kadi ở miền Bắc Ấn Độ, Sagu hoặc Kootu, được ăn kèm với cơm nóng.

### Các món cà ri ở Kerala
Các món cà ri Malayali ở Kerala thường chứa dừa xé sợi hoặc nước cốt dừa, lá cà ri, và các loại gia vị khác nhau. Hạt mù tạt được sử dụng trong hầu hết các món ăn, cùng với hành tây, lá cà ri, ớt đỏ thái lát chiên trong dầu nóng. Hầu hết các món ăn không dùng để ăn chay được thêm rất nhiều gia vị. Kerala được biết đến với bữa ăn Sadya truyền thống, là một bữa ăn chay gồm cơm và một loạt các món ăn phụ kèm theo, chẳng hạn như parippu (đậu xanh), papadum, một ít bơ sữa trâu lỏng, Sambar, Rasam, Aviyal, Kaalan, Kichadi, Pachadi, Injipuli, Koottukari, món ngâm chua (xoài, chanh), Thoran, từ một cho đến bốn loại Payasam, Boli, Olan, Pulissery, Moru (bơ), Upperi, chuối xắt mỏng… Sadya thường được dọn trên lá chuối.

### Các món cà ri ở Tamil Nadu
Hương vị và mùi thơm đặc trưng của ẩm thực Tamil có được bởi sự pha trộn và kết hợp các loại gia vị bao gồm cả lá cà ri, me, rau mùi, gừng, tỏi, ớt, tiêu, hạt thuốc phiện, hạt mù tạt, quế, đinh hương, thảo quả, Thì là Ai Cập, hoặc hạt cây hồi, hạt cỏ ca ri, hạt nhục đậu khấu, dừa, củ nghệ hoặc bột nghệ, và nước cất hoa hồng. Đậu lăng, rau và các sản phẩm từ sữa là những nguyên liệu đi kèm cần thiết và thường được dùng với cơm. Các loại thực phẩm chay truyền thống chiếm ưu thế trong thực đơn cùng với một loạt các món ăn mặn, mao gồm cả cá nước ngọt và hải sản nấu cùng các loại gia vị.

### Các món cà ri ở Bengali, Bangladesh và Oriya

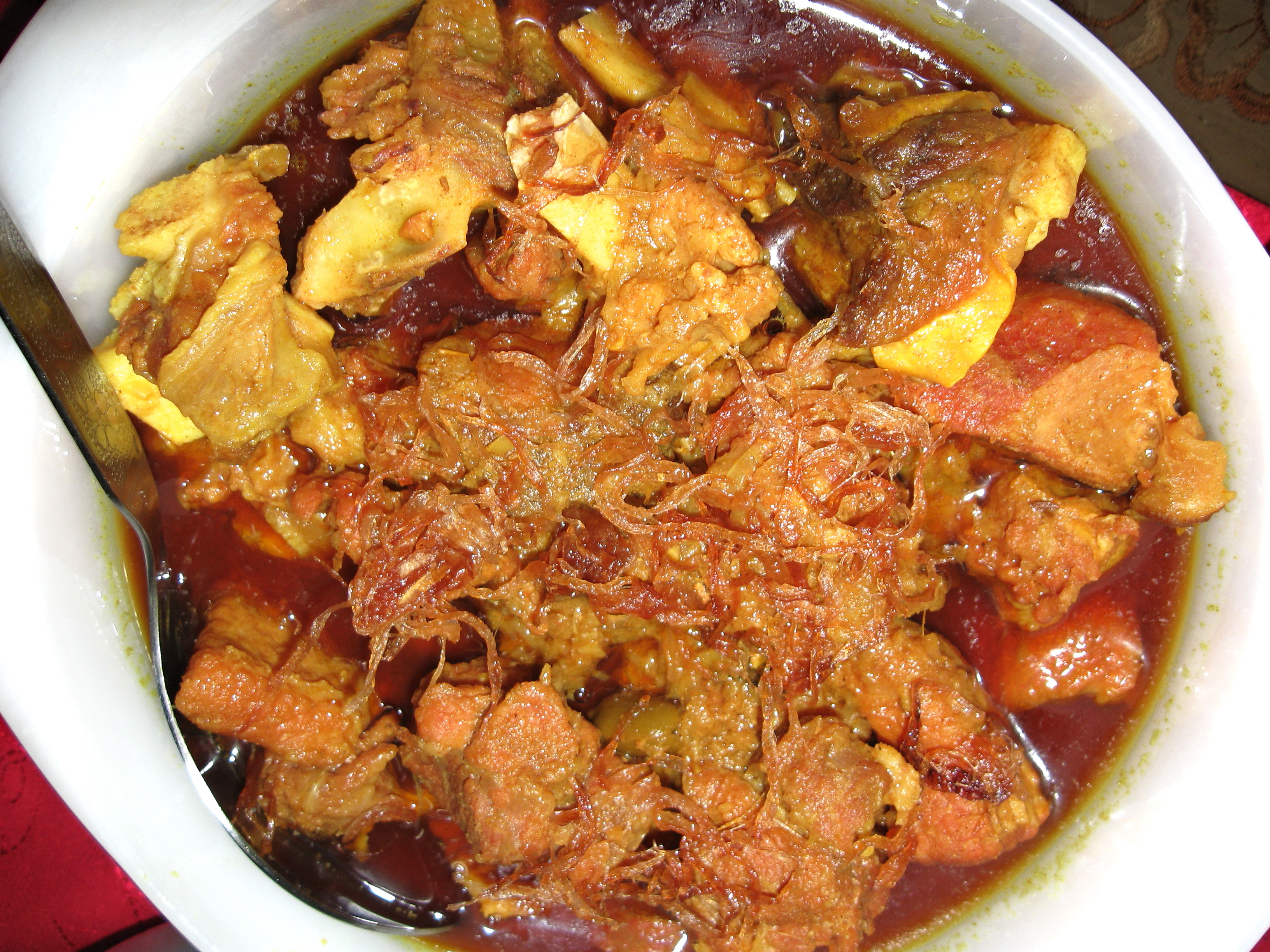
Cà ri với hành tây hầm ở Dhaka, Bangladesh

Ẩm thực Oriya là các món cà ri, gồm hải sản và cá tươi sống. Hạt mù tạc và dầu mù tạc cũng được thêm vào, cũng như hạt thuốc phiện.
Những người Bengali cũng có thói quen ăn uống tương tự và cũng làm các món cà ri như vậy.

### Các món cà ri ở Maharashtra
Các món cà ri ở Maharashtra rất đa dạng, từ ít đến rất nhiều gia vị cay và gồm các món chay, thịt cừu, thịt gà và cá. Các món cà ri ở vùng ven biển Maharashtra - Konkani sử dụng nhiều dừa cùng với các loại gia vị khác. Ở miền tây Maharashtra, món cà ri rất cay và thường có bột đậu phộng. Ẩm thực Vidarbha thường cay hơn so với các khu vực ven biển và phía Nam. Các nguyên liệu thường được sử dụng là Besan, hoặc bột đậu xanh, và bột đậu phộng. Do kết quả của sự cai trị lâu dài của đế chế Hồi giáo Moghul, ẩm thực Aurangabad đã bị ảnh hưởng nhiều bởi phương pháp nấu ăn miền Bắc Ấn Độ. Thực phẩm Khandeshi rất cay và món ăn nổi tiếng nhất là Shev bhaji. Những món khác bao gồm Brinjal wange, Che bharit, Udidachi dal, Bharleli wangi, Thecha bhakari, và thịt cừu cay. Hầu hết những người này đều là nông dân nên các món ăn truyền thống của họ rất đơn giản.

### Các món cà ri ở Gujarat
Mặc dù "Các món cà ri có nước" chỉ đóng một vai trò nhỏ ở Gujarat, có một số ví dụ về món ăn chay với nước hầm làm từ bơ hoặc nước cốt dừa. Các thành phần chính có thể khác nhau, như cà tím, khoai tây, hạt ngô tươi, đậu bắp, cà chua…Ngoài ra, còn có vài món ăn kofta thông thường, và dĩ nhiên là sử dụng rau quả thay thế cho thịt. Undhiyu, một món đặc sản ở Gujarat, là một món rau củ trộn hầm trong một nồi đất nung, có nước hầm và có vị cay, thường được dùng trong những tháng mùa đông.

### Các món cà ri ở Kashmir

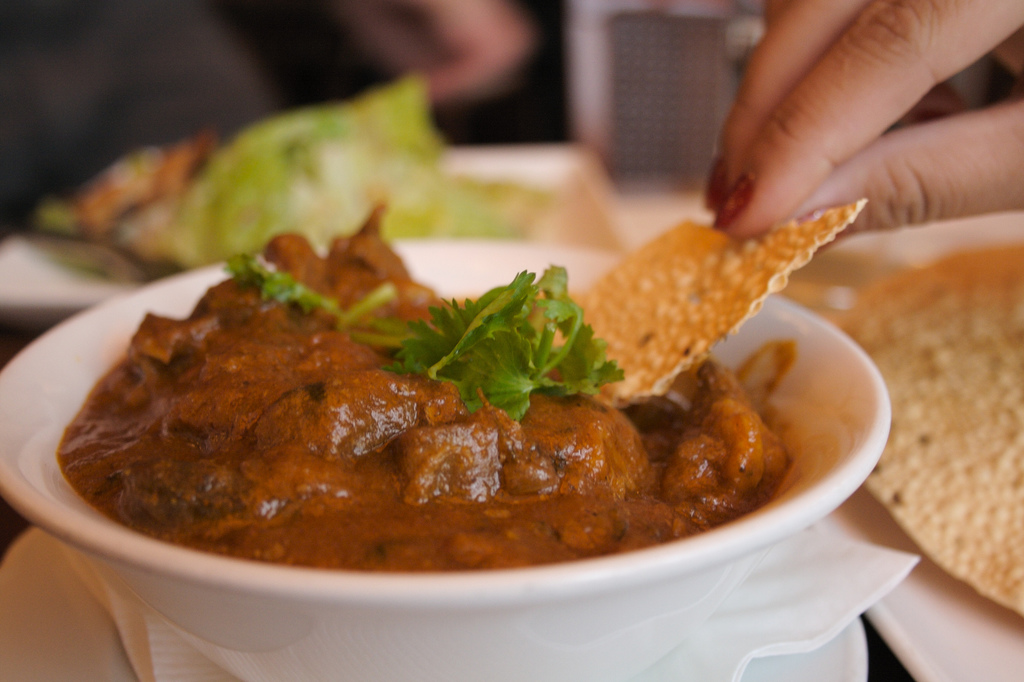
Món Rogan josh ở Kashmir

Ở vùng phía Tây Ấn Độ, món cà ri nổi tiếng nhất là Josh rogan, một món cà ri thịt cừu với nước sốt màu đỏ rực rỡ nhờ sự kết hợp của ớt Kashmir (Mirchi kashmiri) và tinh chất chiết từ những bông hoa của cây mào gà (mawal). Goshtaba, (thịt viên chiên lớn nấu trong nước sốt sữa chua) là một món cà ri của ẩm thực truyền thống Wazwan, thỉnh thoảng tìm thấy trong các nhà hàng ở phía Tây Ấn Độ.

### Ẩm thực Pakistan

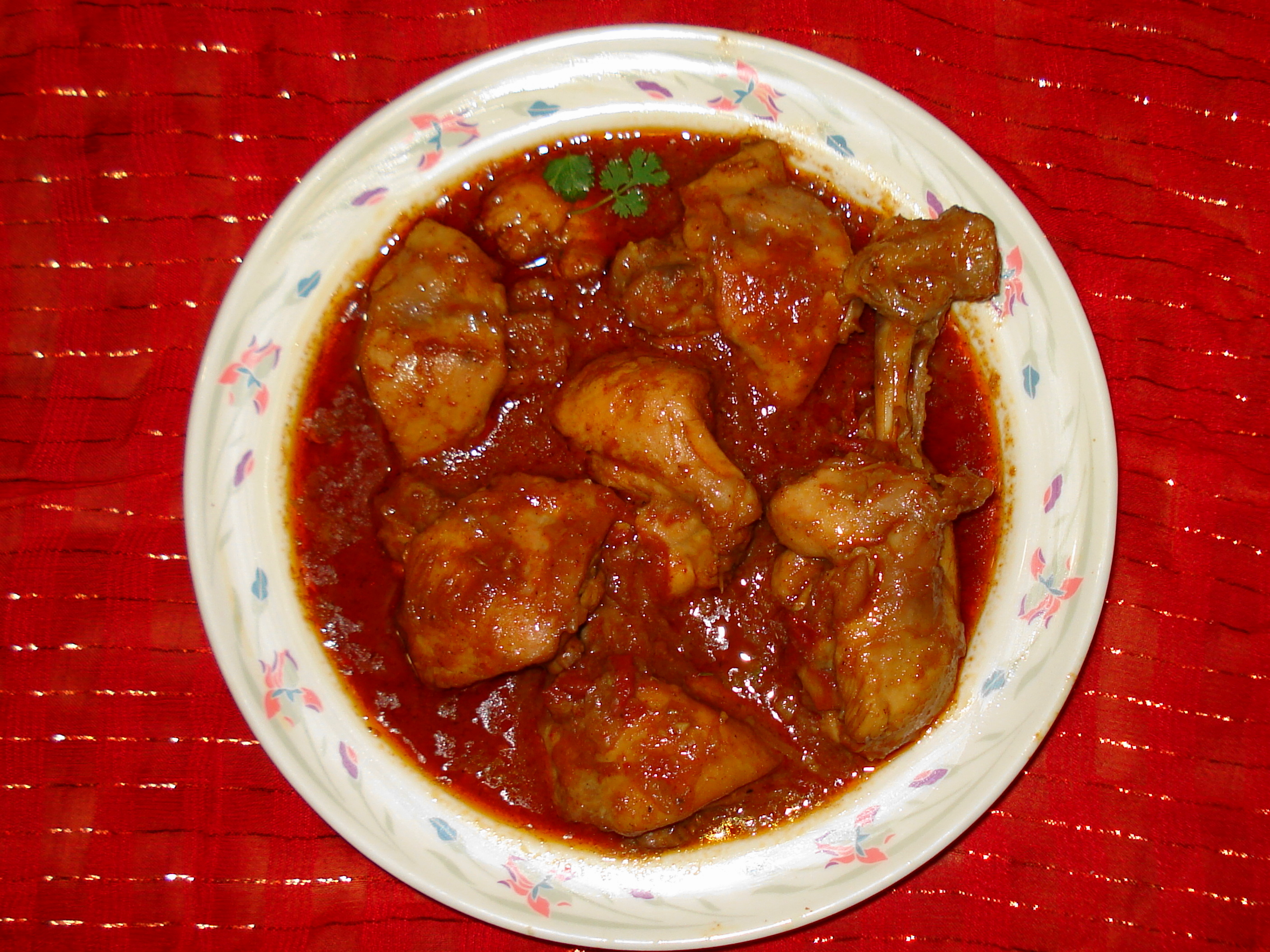
Món cà ri gà ở Pakistan

Không giống như các món cà ri có nước của đất nước Ấn Độ láng giềng, các món cà ri ở Pakistan hầu hết đều ở dạng khô và sử dụng nhiều loại gia vị khác nhau tùy theo địa phương. Cac loại thịt, bao gồm thịt bò, cũng thường được sử dụng. Một bữa ăn trưa hay ăn tối theo phong cách Pakistan đặc trưng thường có vài loại bánh mì (chẳng hạn như naan, hay roti) hoặc cơm, cùng với món cà ri rau củ hay thịt. Thịt quay hay nướng kiểu nguyên con cũng rất phổ biến với kiểu kebab.
Cần lưu ý rằng từ "curry" hầu như không bao giờ được sử dụng trong nước, thay vào đó là những từ địa phương chẳng hạn như salan để chỉ những gì bên ngoài Pakistan mà được biết là cà ri. Ngoài ra, bột cà ri hầu như không bao giờ được sử dụng trong món cà ri Pakistan.
Có vài món cà ri khác nhau vẫn tồn tại, tùy theo phong cách nấu, chẳng hạn như Bhuna, Bharta, Roghan josh, Qorma, Queema, và Shorba. Một món cà ri Pakistan được ưa thích là Karahi, là thịt cừu hoặc thịt gà được nấu trong một vật đặc biệt gọi là Karahi, mà có hình dáng như một chiếc chảo lớn. Món Karahi ở Lahore kết hợp tỏi, gừng, ớt tươi, cà chua, và các loại gia vị chọn lọc. Món Karahi ở Peshawar là một cách làm khác rất phổ biến, chỉ với thịt, muối, cà chua, và rau mùi.

### Các món cà ri ở Punjab

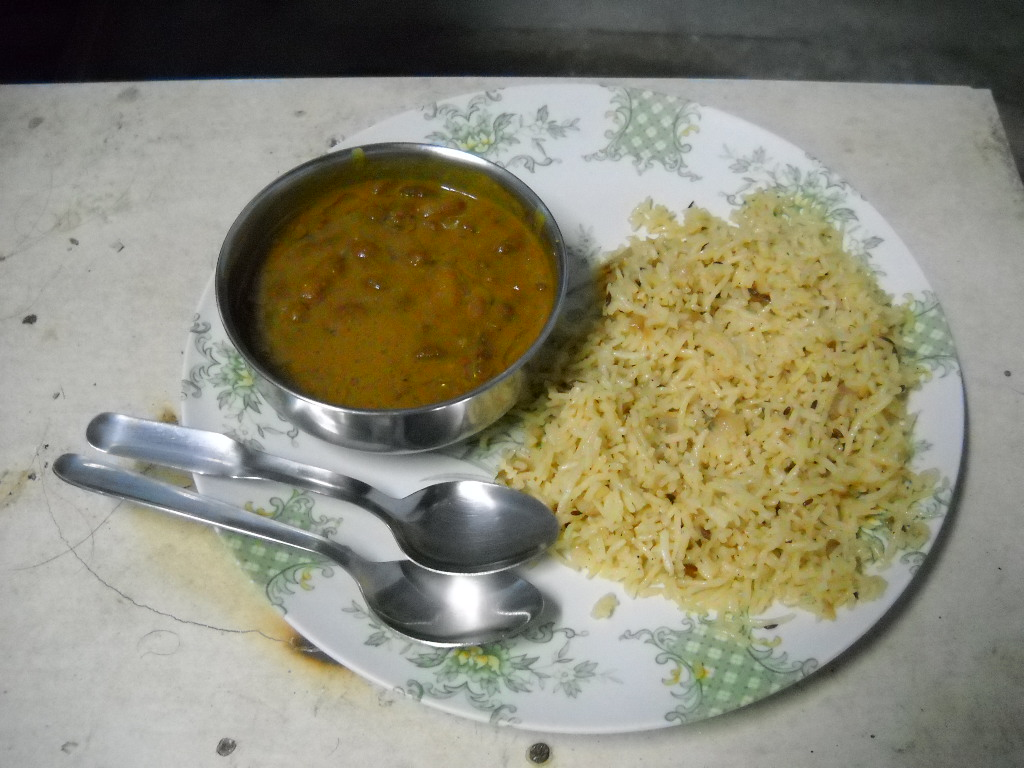
Món cà ri rajma với cơm.

Punjab là một vùng đất nông nghiệp trù phú, nơi mà các loại rau và quả tươi luôn có sẵn. Một bữa ăn theo phong cách Punjab đặc trưng thường gồm vài loại bánh mì hoặc cơm với cà ri (salan). Hầu hết việc nấu nướng thường bắt đầu bằng việc chiên hỗn hợp gia vị (masala) gồm gừng, tỏi, hành tây và cà chua cùng với vài loại gia vị khô. Sau đó là thêm vào các thành phần khác. Lượng gia vị được sử dụng tùy theo địa phương cũng như chủ nhà. Một loại chất béo phổ biến dùng để nấu ăn là bơ sữa trâu lỏng desi, và một vài món ăn khác cũng thường được thêm một lượng lớn bơ và kem. Có vài món ăn nhất định chỉ có ở Punjab, chẳng hạn như Maash di dal và Saron da saag (Sarson ka saag).

### Các món cà ri ở Khyber Pakhtunkhwa
Ẩm thực ở tỉnh Khyber Pakhtunkhwa của Pakistan cũng hơi tương tự như ẩm thực của nước láng giềng Afghanistan. Mùa đông khắc nghiệt ở một số khu vực đã hạn chế việc cung cấp rau củ tươi, do đó rất nhiều loại trái cây và rau quả sấy khô được kết hợp trong các món ăn. Nơi đây vẫn còn sản xuất một số lượng lớn các loại hạt được sử dụng nhiều trong nấu ăn truyền thống, cùng với các loại ngũ cốc như lúa mì, ngô, lúa mạch, và gạo. Cùng với các nông sản chủ yếu kể trên là các sản phẩm từ sữa (sữa chua, váng sữa), các loại hạt khác nhau, các loại rau bản địa, và trái cây tươi hoặc khô. Món karahi peshawar từ thủ phủ Peshawar là một món cà ri nổi tiếng trên cả nước.

### Các món cà ri ở Sindh
Ở Pakistan, các tỉnh Sindh và Balochistan giáp với biển Ả Rập. Do đó, ẩm thực Sindh thường sử dụng nhiều loại cá trong món cà ri. Trong thực phẩm Pakistan, các món cà ri Sindh thường có xu hướng cay nhất. Các thực phẩm hàng ngày trong hầu hết các hộ gia đình Sindh bao gồm bánh mì cắt lát (phulka) và cơm kèm theo hai món ăn, một món có nước sốt và một món khô.

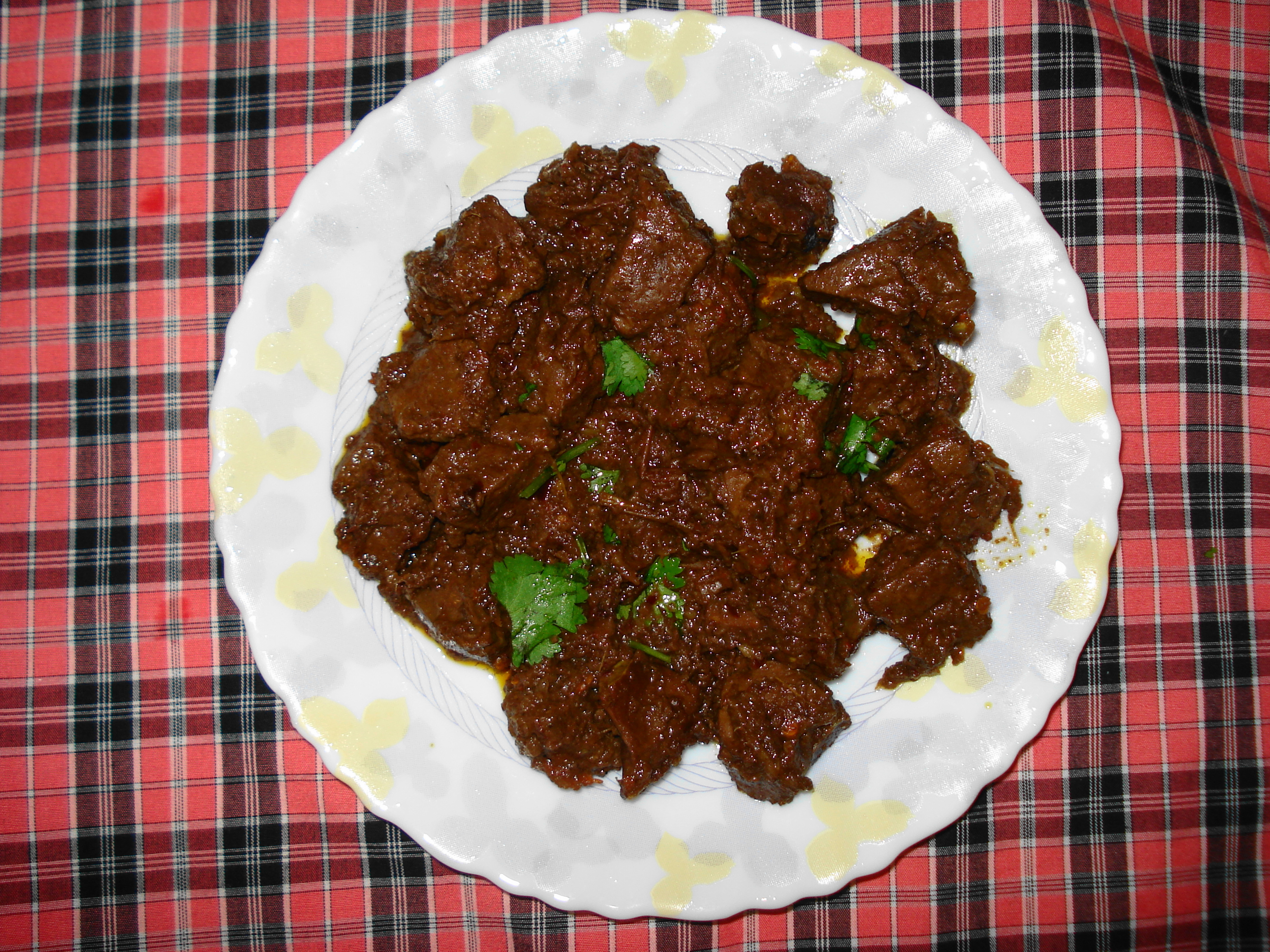
Món cà ri Kaleji nấu theo kiểu Pakistan

### Các món cà ri ở Balochistan
Hầu hết tỉnh Balochistan bị bao quanh bởi sa mạc Cholistan. Điều này có nghĩa là mùa hè và mùa đông rất khắc nghiệt, và rất nhiều các loại trái cây và các loại hạt khô đã được đưa vào nấu ăn truyền thống. Mặt khác, trong khu vực giáp với biển Ả Rập, cá thường được sử dụng trong các món cà ri hoặc nướng. Món Sajji, thường là một loại thịt cừu xát gia vị và nướng trên lửa, là một đặc sản của tỉnh này và rất nổi tiếng trên cả nước dưới nhiều hình thức.

### Các món cà ri ở Sri Lanka
Trong ẩm thực Sri lanka,gạo được dùng hàng ngày, và có thể được tìm thấy trong nhiều dịp đặc biệt; trong khi các món cà ri cay lại là các món ưa thích trong bữa ăn trưa và tối. "Cơm cà ri" là để chỉ một loạt các món ăn ở Sri Lanka

### Ẩm thực Đông Bắc Ấn Độ và Nepal
Những món cà ri ở Đông Bắc Ấn Độ thì khác hẳn so với những vùng còn lại của Ấn Độ. Ẩm thực của vùng này bị ảnh hưởng bởi các nước láng giềng, như Myanmar và Tây Tạng. Các loại gia vị nổi tiếng của Ấn Độ thì ít được sử dụng ở đây. Thịt bò Tây Tạng rất phổ biến tại đây.
Daal Bhaat (Cơm và canh đậu lăng) là món ăn chính ở Nepal. Ẩm thực Newa là một nền ẩm thực được phát triển bởi những người Newa ở Nepal qua hàng thế kỷ.

### Các món cà ri ở Fiji
Ở Fiji, các món cà ri hầu như thường được làm tại các gia đình Ấn Độ và ăn kèm với cơm hoặc bánh roti. Bánh roti (hình tròn hoặc vuông) chủ yếu được dùng vào bữa ăn sáng cùng với các món cà ri rau quả. Bữa ăn trưa thường là "dal" (một món cà ri làm từ đậu, khoai tây…), cơm và vài món khác. Hầu hết những người đi làm đều mang bánh roti và món cà ri để ăn trưa. Bữa ăn tối thường là các món cà ri, cơm và vài loại tương ớt Ấn Độ. 
Các món cà ri thường được nấu với dầu thực vật, bơ sữa trâu lỏng chủ yếu được dùng để chiên "dal", để làm bánh puri (bánh mì không men đem chiên) hoặc các loại kẹo. Để làm một món cà ri, người ta thường thêm các loại gia vị như thì là, mù tạc, và lá cà ri vào dầu nóng. Hành tây được cắt nhỏ hay xắt lát, tỏi được đập dập và cùng cho vào nồi. Khi hành tây và tỏi chuyển sang màu hơi vàng thì bột nghệ và garam masala (hỗn hợp gia vị cay) được thêm vào. Cứ mỗi một muỗng bột nghệ thì thêm 2 muỗng masala. Muối và tiêu được nêm tùy theo khẩu vị. Món cà ri được nấu trên lửa nhỏ cho đến khi chín hẳn. Nước được thêm vào để có thể trộn với cơm. Rau mùi cũng được thêm vào để tăng thêm hương vị nếu có. Thỉnh thoảng khoai tây và rau củ cũng được thêm vào để tăng thêm khẩu phần và dưỡng chất. Kem dừa thường được cho vào các món cà ri hải sản như tôm, cua, cá. Hầu như các loại thực phẩm đều có thể được nấu thành món cà rì ngoại trừ các loại rau có lá màu xanh sẫm. 
Các món cà ri thường rất tốt cho sức khỏe nếu nấu với ít dầu, và sẽ tốt hơn nữa nếu thêm vào rau củ và bỏ bớt mỡ từ thịt. Một phần món cà ri thường là khoảng một chén. "Dal" thường chỉ được nấu với nghệ, sau đó được chiên với thì là, cỏ cà ri, hành tây, và tỏi. Thỉnh thoảng cà rốt và các loại rau như chauraiyavà saijan cũng được bổ sung để tăng thêm hương vị và dưỡng chất.

## Ẩm thực ở các nước châu Á khác

### Các món cà ri ở Trung Quốc
Các món cà ri Trung Quốc (咖哩, Ga lǐ) thường gồm có thịt gà, thịt bò, cá, thịt cừu, hoặc các loại thịt khác, hạt tiêu xanh, hành tây, khoai tây miếng lớn, và một loạt các thành phần khác cùng với các loại gia vị trong nước sốt cà ri vàng cay nhẹ, được cho lên trên cơm trắng. Tiêu trắng, nước tương, tương ớt, có thể kèm theo sa tế cũng được thêm vào để tăng thêm hương vị của cà ri.
Các loại cà ri Trung Quốc phổ biến nhất thường được bán ở dạng bột. Có vẻ như chúng có nguồn gốc từ Singapore và Malaysia, những nước mà cũng đã từng đưa tương đậu phộng vào Trung Quốc. Loại nước chấm màu vàng này đã được đưa một cách tự nhiên vào Trung Quốc bởi người Quảng Đông, và nó trở nên rất nổi bật trong ẩm thực đặc trưng ở Hồng Kông, nơi mà cà ri thường được nấu với thịt ức hoặc cá viên. Món thịt nướng xâu Malaysia dường như đã được đưa vào Trung Quốc và trở nên thịnh hành hơn bởi người Triều Châu, là những người tạo nên nhóm các dân tộc Trung Quốc lớn thứ hai ở Singapore và là nhóm chiếm ưu thế ở Thái Lan.
Có nhiều món cà ri khác nhau ở Trung Quốc tùy thuộc vào mỗi nhà hàng. Không giống như các món cà ri châu Á khác, thường ở dạng đặc hơn. Các món cà ri Trung Quốc thường ở dạng lỏng. Món "Galimian" (tiếng Malaysia "curry mee" hoặc "mì cà ri") cũng là một món cà ri nổi tiếng của Trung Quốc.

### Các món cà ri ở Hồng Kong
Ở Hồng Kông, cà ri cá viên
 là một món ăn đường phố, còn cà ri thịt ức là món ăn chính trong các nhà hàng.

### Các món cà ri ở Nhật Bản và Hàn Quốc

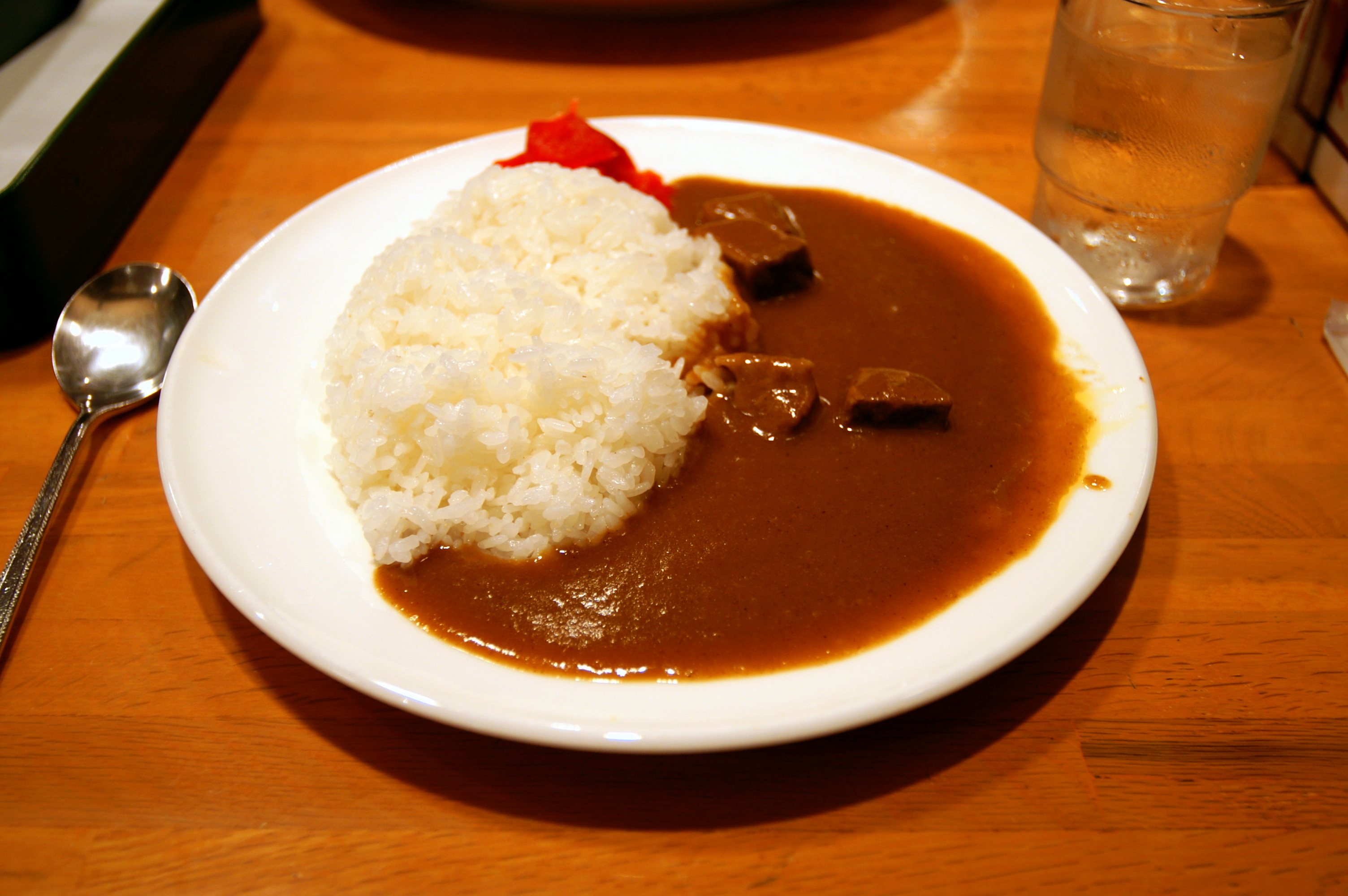
Món Karē-Raisu (Cơm cà ri) kiểu Nhật

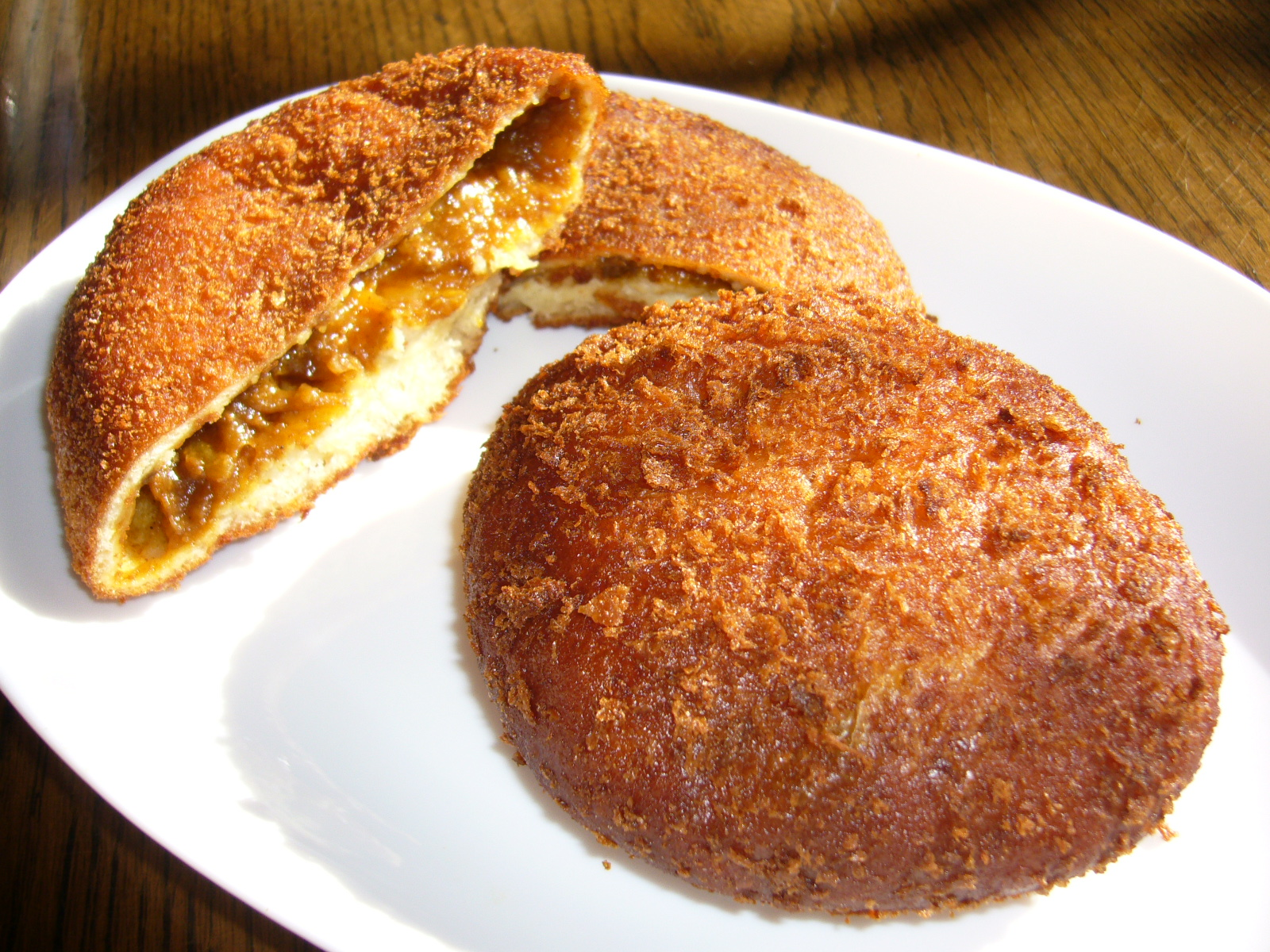
Món Karē-Pan (Bánh mì cà ri)

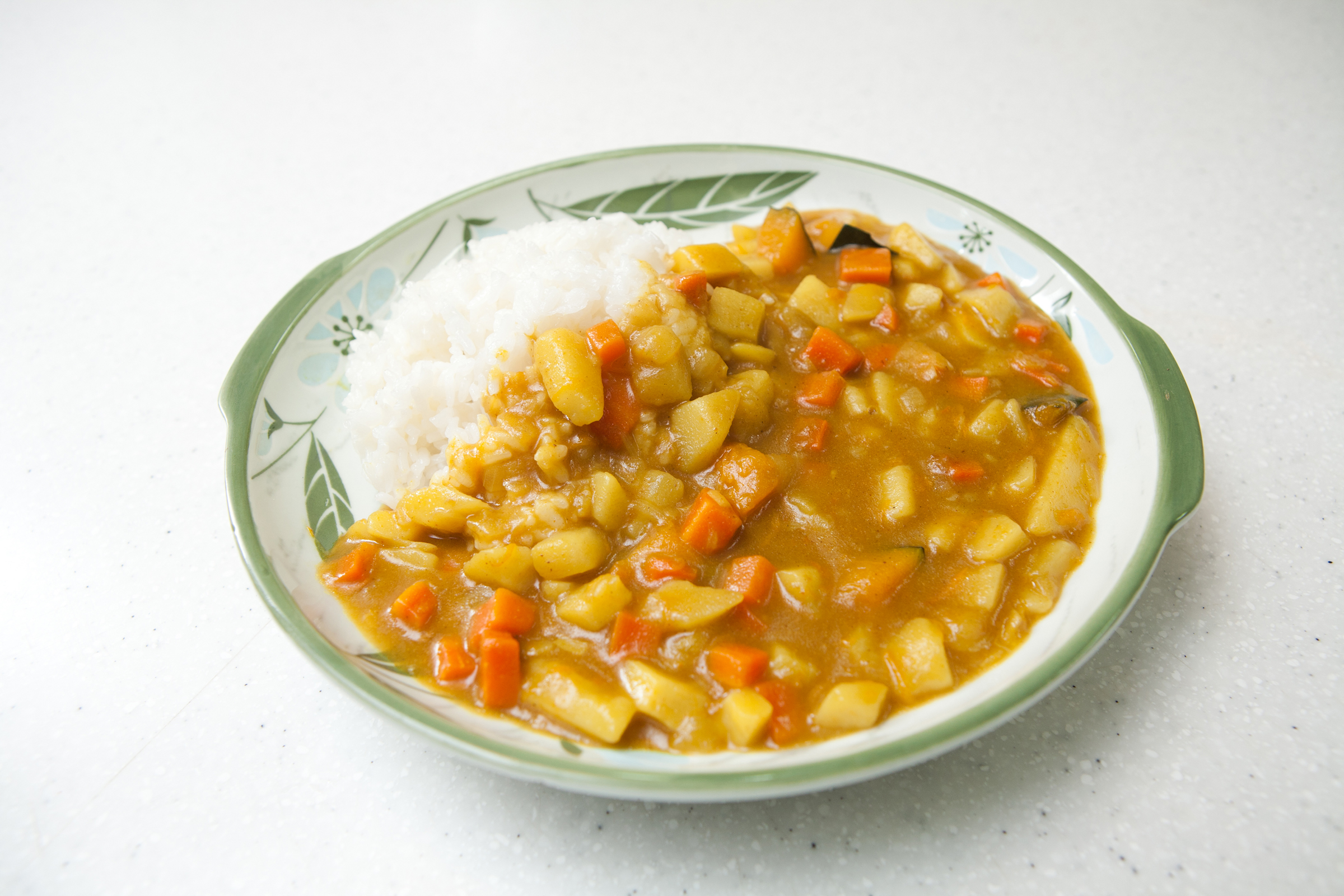
Cơm cà ri Hàn Quốc

Cà ri Nhật Bản là một trong những món ăn phổ biến nhất ở Nhật Bản, thứ mà người dân ăn đến khoảng 78 lần một năm. Nó thường được ăn như món Kare raisu - cà ri (カレーライス）, cơm và thường kèm với rau muối chua (như Fukujinzuke), được dọn trong cùng một dĩa và ăn bằng thìa, là một món ăn ở căn tin vào bữa trưa khá phổ biến. Nó ít cay và ít gia vị hơn so với các món cà ri ở Ấn Độ và Đông Nam Á, giống như một món hầm đặc kiểu Nhật Bản hơn là một món cà ri.
Người Anh đã mang cà ri từ thuộc địa Ấn Độ trở về Anh  và đưa nó vào Nhật Bản trong Thời kỳ Minh Trị, sau khi Nhật Bản kết thúc chính sách Tỏa Quốc (Sakoku), và cà ri ở Nhật Bản được xem như một món ăn phương Tây. Sự lan tỏa của cà ri trên khắp đất nước Nhật Bản thường được cho là do việc sử dụng nó trong Lục quân Đế quốc Nhật Bản và Hải quân Đế quốc Nhật Bản, đã chấp nhận sử dụng nó rộng rãi vì tính thuận tiện khi nấu ăn trên chiến trường và ở căng tin hải quân, cho phép cả những người đến tuổi đi lính từ các vùng nông thôn xa xôi hẻo lánh cũng có thể thưởng thức được. Theo truyền thống thì Lực lượng Tự vệ Biển Nhật Bản có món cà ri mỗi thứ sáu cho bữa trưa và các tàu có công thức nấu ăn của riêng mình.
Món cà ri theo tiêu chuẩn Nhật Bản có chứa hành, cà rốt, khoai tây, đôi khi có cần tây, và một loại thịt được nấu trong nồi lớn. Thỉnh thoảng thì táo xắt nhỏ hoặc mật ong cũng được thêm vào để tăng vị ngọt, còn các loại rau khác đôi khi cũng được dùng để thay thế. Đối với các loại thịt thì thịt heo, thịt bò và thịt gà là phổ biến nhất, và theo thứ tự giảm dần. Ở miền bắc và miền đông Nhật Bản bao gồm Tokyo, thịt heo là loại thịt phổ biến nhất dùng cho cà ri. Thịt bò là phổ biến hơn ở miền tây Nhật Bản, bao gồm Osaka, và ở Okinawa thì gà được ưa chuộng. Gia vị cà ri thường được bán ở dạng viên cô đặc, và sẽ được hòa tan trong hỗn hợp thịt và rau.
Đôi khi món cơm cà ri được dùng kèm với thịt cốt lết heo tẩm bột (tonkatsu トンカツ); Món ăn này được gọi là Katsu Kare - ("cốt lết cà ri" カツカレー). Korokke (コロッケ khoai tây tẩm bột chiên) cũng là một món dùng kèm phổ biến.
Ngoài cơm ra thì Kare udon （カレーうどん）, Kare ramen (カレーラメン mì sợi dày trong nước canh hương cà ri) và Kare - pan (" bánh mì cà ri" – bánh mì chiên dẹp nhân cà ri カレーパン) cũng rất phổ biến.
Cà ri đã được đưa vào Hàn Quốc bởi người Nhật Bản trong thời kỳ chiếm đóng của họ ở những năm đầu thế kỷ 20, và vì thế nó gần giống như món cà ri Nhật Bản. Các thành phần thường thấy là cơm, nước sốt cà ri, rau củ, kim chi, thịt heo hun khói, và wasabi.
Cà ri được phổ biến trong ẩm thực Hàn Quốc khi Ottogi thâm nhập vào ngành công nghiệp thực phẩm Hàn Quốc với bột cà ri vào năm 1969. 
Cà ri Hàn Quốc thường dùng với cơm, có màu vàng vàng đặc trưng của nghệ.  Tteokbokki cà ri (카레떡볶이) được làm từ tteok (bánh gạo), eomuk (어묵 chả cá), trứng, rau và cà ri. Cà ri có thể được thêm vào các món ăn Hàn Quốc như bokkeumbap cà ri (카레볶음밥 cơm chiên cà ri), sundubujjigae (카레 순두부찌개 đậu phụ hầm cà ri), gà rán, rau xào và salad.

## Ẩm thực ở các nước Đông Nam Á
Các nước Đông Nam Á, bao gồm Campuchia, Lào, Thái Lan đều có các món cà ri của riêng mình

### Ẩm thực Myanmar
Ẩm thực Myanmar thì khác hẳn so với những hiểu biết về các món cà ri. Các thành phần chính của hầu hết các món cà ri Myanmar là hành tây tươi (tạo ra nước hầm và là thành phần chính của món ăn), những gia vị của Ấn Độ và ớt đỏ. Thường thì thịt và cá cũng là những thành phần chính của các món cà ri phổ biến.
Các món cà ri Myanmar có thể được chia thành hai loại - những món rất cay mà cho thấy ảnh hưởng của miền Bắc Ấn Độ hoặc Pakistan, và những món cà ri ngọt và ít cay hơn. Các món cà ri của Myanmar gần như là thiếu hẳn nước cốt dừa, làm chúng trở nên khác hẳn so với hầu hết các món cà ri Đông Nam Á.
Những thành phần thường thấy bao gồm hành tây tươi, tỏi và tương ớt. Gia vị thông thường bao gồm garam masala, ớt bột khô, bột thì là, bột nghệ và ngapi, một loại bột cá hoặc tôm được để lên men. Các món cà ri Myanmar có khá nhiều dầu, vì lượng dầu dư giúp món ăn để được lâu hơn. Cũng có một món mì ống tương tự được gọi là Nan gyi thohk, trong đó mì hoặc bánh phở được ăn kèm với cà ri gà nấu đặc.

### Ẩm thực Indonesia

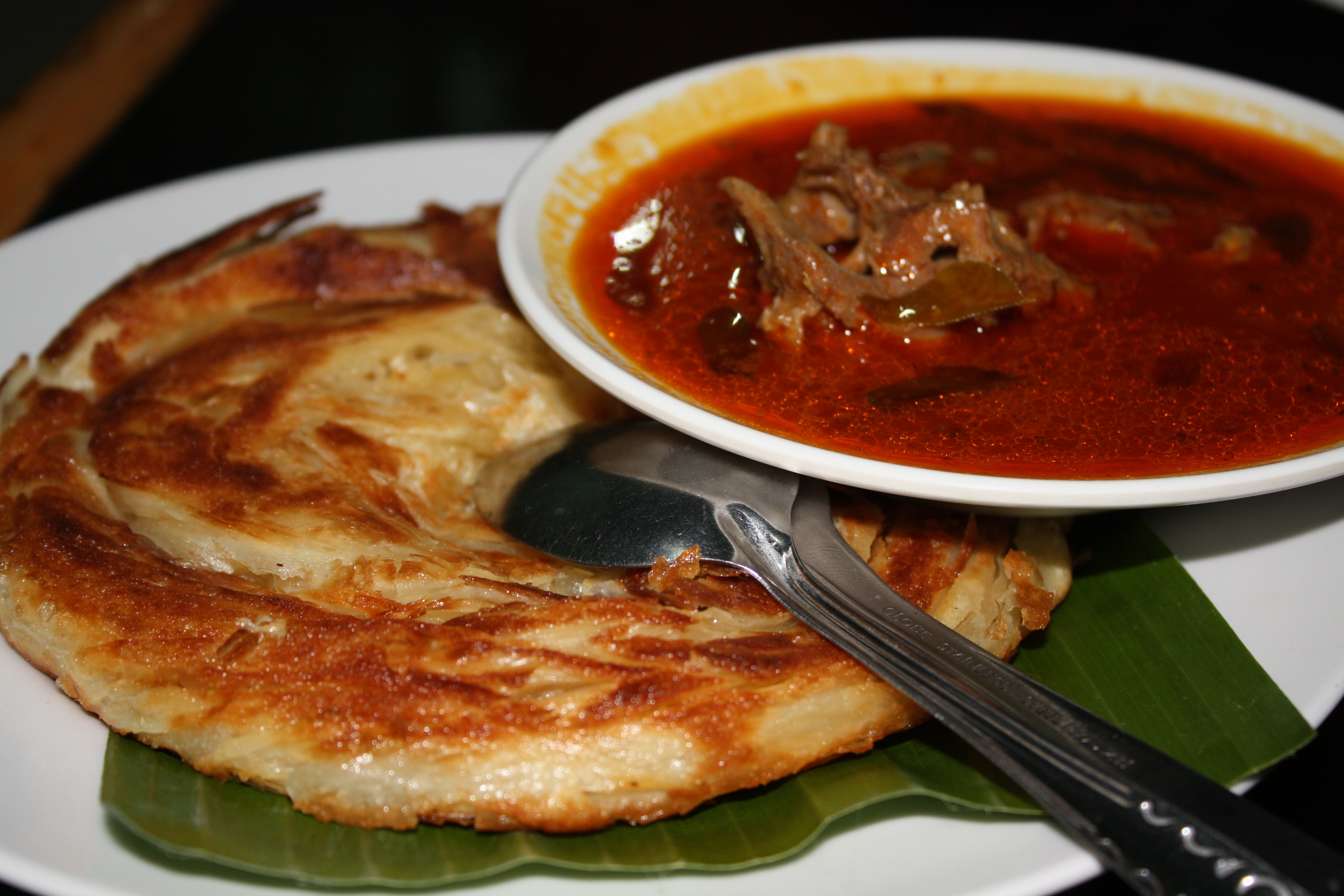
Món Kari kambing (Cà ri thịt cừu) kèm với bánh roti ở Sumatra.

Ở Indonesia cà ri được gọi là kari hoặc kare. Loại phổ biến nhất thường được ăn ở Indonesia là kari ayam (cà ri gà) và kari kambing (cà ri dê). Ở Aceh và Bắc Sumatra bánh roti thường được ăn kèm với kari kambing. Các món ăn khác như gulai và opor là các món ăn nấu với cà ri. Chúng thường thay đổi tùy theo vùng và cho thấy loại thịt và rau quả nào có sẵn ở tại nơi đó. Do đó người ta có thể sử dụng nhiều loại thịt (thịt gà, thịt bò, trâu và dê như trong món gulai kambing có mùi thơm), hải sản (tôm, cua, hến, nghêu, mực...), cá (cá ngừ, cá thu, cá chép, cá tra, cá da trơn), hoặc rau củ (mít non, các loại đậu, lá cây sắn) trong các món ăn với nước sốt và gia vị. Họ sử dụng nguyên liệu có ở địa phương như ớt, lá chanh Thái, sả, riềng, lá nguyệt quế Indonesia (lá salam), quả lai, nghệ, lá nghệ, asma gelugur và asam kandis (măng cụt chua tương tự như quả me), mắm tôm (terasi), thì là, hạt ngò và nước cốt dừa. Ở Aceh, món cà ri sử dụng daun salam koja hoặc daun kari (Murraya koenigii) mà được dịch là " lá cà ri ".
Có một món ăn gọi là Rendang trong ẩm thực Tây Sumatra. Rendang thường không được coi là cà ri ở Indonesia vì nó có nhiều nguyên liệu hơn và chứa ít chất lỏng hơn so với các món cà ri Indonesia. Món Rendang chính gốc thì sử dụng thịt trâu nấu từ từ trong nước cốt dừa đặc trong vài giờ để tăng thêm màu sắc, hương vị và làm mềm thịt. Món Opor Ayam là một biến thể của món cà ri, mà có vị rất giống như món gulai. Opor thường có màu trắng và sử dụng quế hoặc củ nghệ, còn gulai có thể chứa một trong hai hoặc cả hai. Opor cũng thường là một phần của một bữa ăn gia đình ở Lebaran, trong khi gulai có thể thường được tìm thấy trong các nhà hàng ở Padang.

### Ẩm thực Malaysia
Do vị trí nằm tại những giao lộ của những tuyến đường thương mại cổ đại nên đã để lại một dấu ấn trong ẩm thực Malaysia. Trong lúc mà cà ri có thể bước đầu tìm thấy con đường tới bờ biển Malaysia thông qua người Ấn Độ, thì nó cũng đã trở thành một yếu tố chính của người Mã Lai và Trung Quốc. Các món cà ri Malaysia khác nhau tùy theo các bang, ngay cả trong các nhóm dân tộc tương tự, vì chúng bị ảnh hưởng bởi nhiều yếu tố, có thể là văn hóa, tôn giáo, nông nghiệp hoặc kinh tế.
Món cà ri Malaysia thường sử dụng bột cà ri có nhiều nghệ, nước cốt dừa, hẹ, gừng, belacan (mắm tôm), ớt, tỏi. Me cũng thường được sử dụng. Rendang là một loại cà ri được ăn ở Malaysia, Singapore và Indonesia; mặc dù là nó khô hơn và chứa thịt là chủ yếu cùng với nước cốt dừa nhiều hơn là món cà ri thông thường ở Malaysia. Rendang đã được đề cập trong văn học Malay Hikayat Amir Hamzah  (vào khoảng năm 1550) , rất phổ biến trong các dân tộc ở Indonesia, Singapore và Malaysia. Tất cả các loại thực phẩm được nấu với cà ri tại Malaysia bao gồm thịt cừu, thịt gà, tôm, mực, cá, cà tím, trứng, và các loại rau.

### Ẩm thực Maldives
Món cà ri quan trọng nhất trong các món ăn ở Maldives được nấu với cá ngừ tươi thái hạt lựu và được biết đến với tên gọi mas riha. Còn món Kukulhu riha, là cà ri gà, được nấu chín với một hỗn hợp các loại gia vị khác nhau.
Các món cà ri rau truyền thống ở Maldives bao gồm bashi (cà tím), tora (mướp hương), barabō (bí ngô), chichanda (họ bầu bí) và Muranga (chùm ngây), cùng với chuối chưa chín còn xanh và một số lá làm thành phần chính. Những miếng cá Maldive thường thêm vào để cho món rau cà ri một hương vị nhất định.

### Ẩm thực Philippines

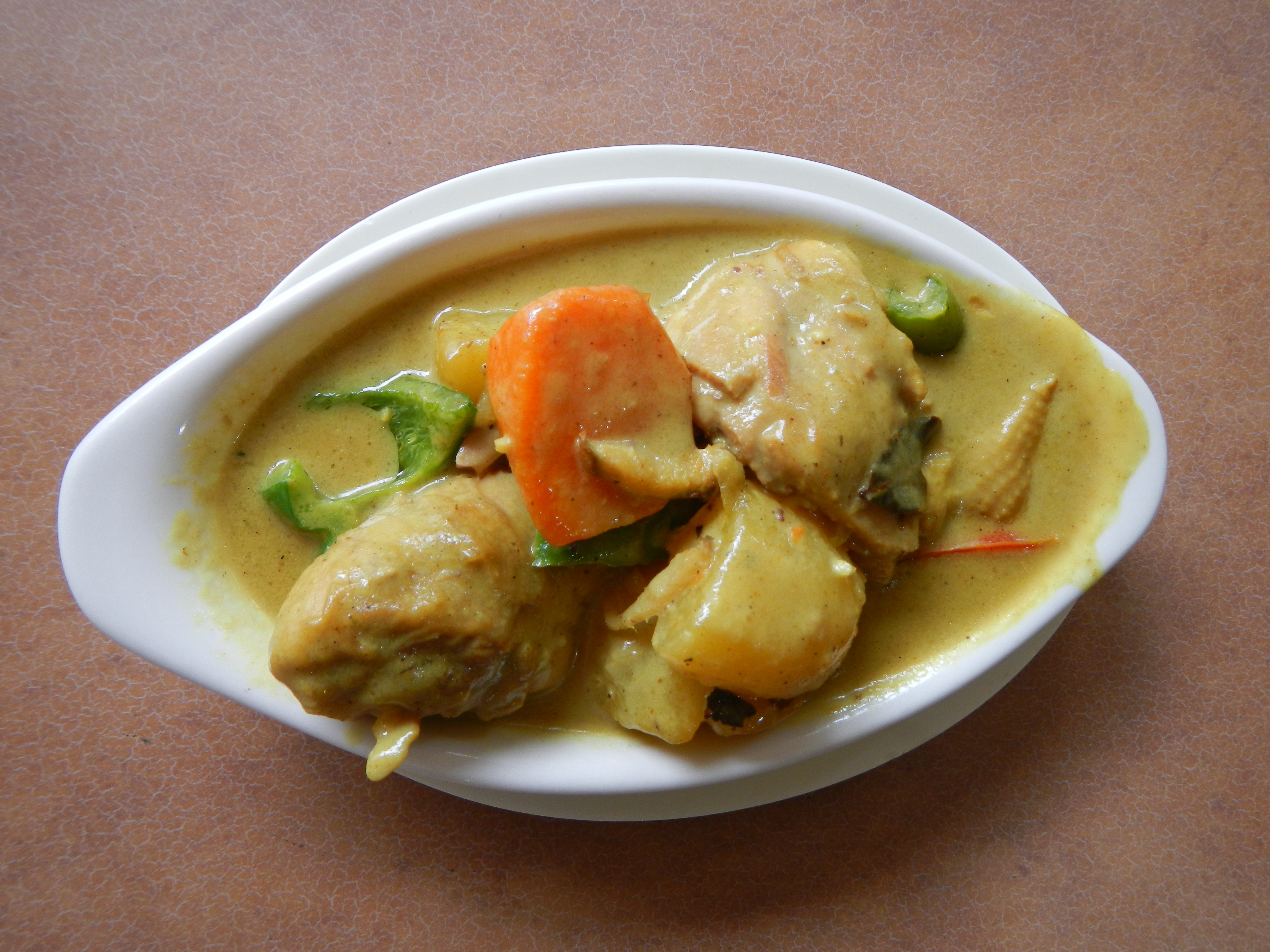
Món cà ri gà Philippines

Tại Philippines, có hai loại cà ri truyền thống được xem là tương ứng với sự phân chia văn hóa giữa phương Tây ở phía bắc và Hồi giáo ở phía nam. Ở các khu vực phía Bắc, một loạt các công thức các món cà ri gần giống nhau có thể được nhận thấy. Thịt gà nấu trong nước dừa, ớt và bột cà ri là món cà ri thông thường mà những người ở miền bắc Philippines rất quen thuộc. Một món cà ri ở miền bắc Philippines điển hình sẽ thường là thịt heo hoặc thịt gà, được nấu theo cách tương tự như các món ăn địa phương khác như adobo, kaldereta, và mechado, patis (nước mắm), với khoai tây, lá nguyệt quế, nước dừa, và đôi khi có sả và cà rốt bổ sung.
Còn ở các khu vực phía Nam của Mindanao, quần đảo Sulu và phía Nam Palawan, món cà ri khác nhau được nhìn thấy, do có lịch sử không bị thuộc địa hóa của họ cùng với hàng thế kỷ liên lạc trực tiếp với Indonesia, bán đảo Mã Lai và tiểu lục địa Ấn Độ. Các món cà ri ở Mindanao bao gồm Kulma, đồng nghĩa với Korma, và Tiyula Itum - một món cà ri thịt bò có màu đen với dừa nạo cháy xém, và Rendang, cũng đuọc ăn ở Indonesia và Malaysia. Các loại thịt được sử dụng trong các món cà ri bao gồm thịt bò, thịt cừu và thịt gà. Thịt heo không được sử dụng trong chế độ ăn uống để phù hợp với luật Hồi giáo.

### Các món cà ri Thái Lan

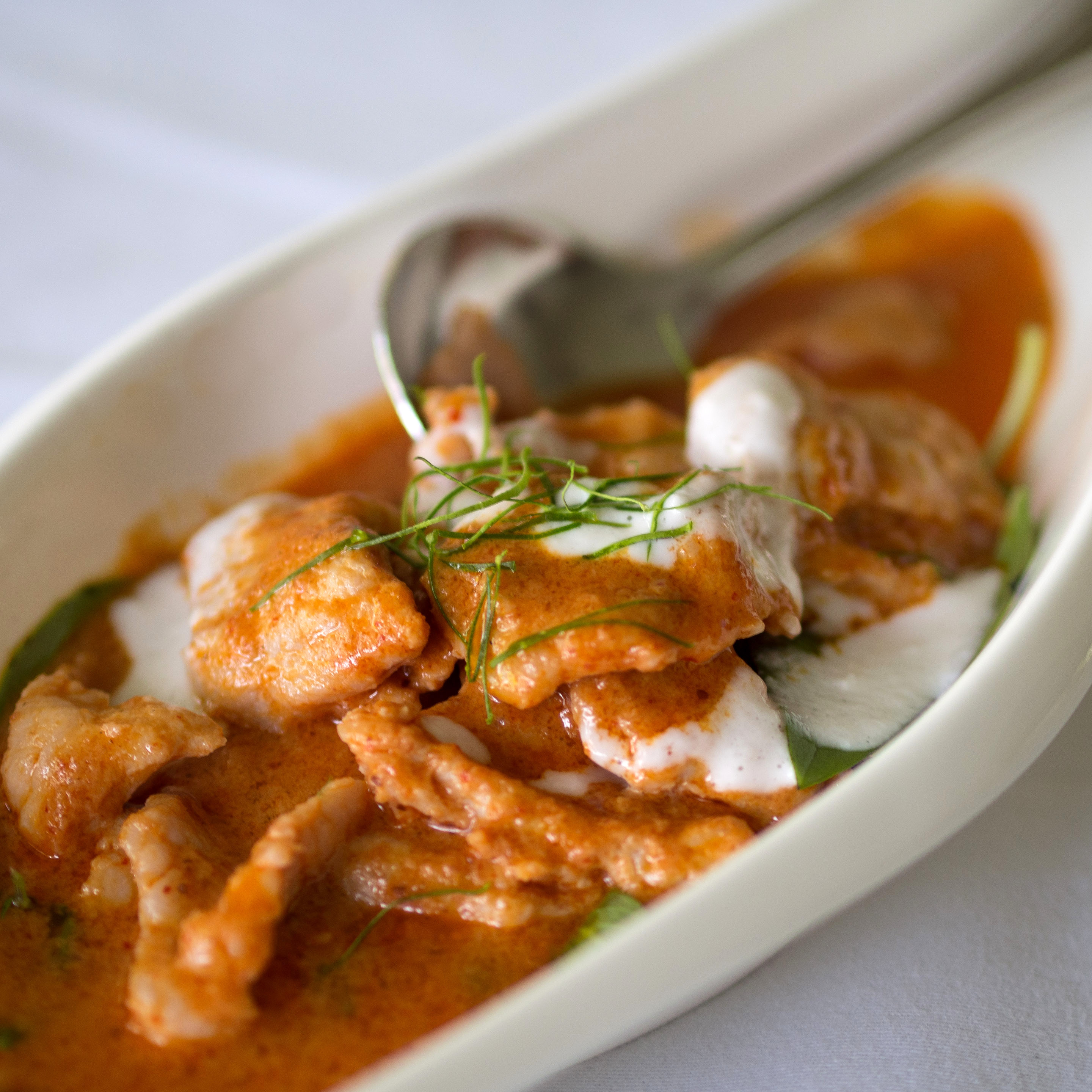
Món cà ri Thái Lan phanaeng với thịt heo

Trong ẩm thực Thái, món cà ri được gọi là Kaeng, và thường bao gồm thịt, cá cùng với rau trong một loại nước sốt có thành phần là bột làm từ ớt, hành tây hoặc hẹ, tỏi, và mắm ruốc. Các gia vị bổ sung và các loại thảo mộc sẽ chỉ rõ tính chất của loại cà ri đó. Các nguyên liệu địa phương chẳng hạn như ớt, lá chanh, sả, riềng được dùng. Còn ở miền Trung và miền Nam Thái Lan, nước cốt dừa cũng được sử dụng. Món cà ri phía bắc và đông bắc Thái Lan nói chung không chứa nước dừa. Do việc sử dụng các loại thảo mộc tươi, gia vị, và các thành phần tươi sống khác, món cà ri Thái có xu hướng thơm hơn so với món cà ri Ấn Độ. Ở phương Tây, một số các món cà ri Thái được mô tả bằng màu sắc; món cà ri đỏ sử dụng ớt đỏ trong khi món cà ri xanh sử dụng ớt xanh. Món cà ri màu vàng - gọi là Kaeng kari ở Thái, cũng có thể được dịch ra là "canh cà ri" – thì lại tương tự như món cà ri Ấn Độ hơn với việc sử dụng nghệ, thì là và gia vị khô khác. Một vài món ăn Thái theo kiểu xào cũng sử dụng bột cà ri kiểu Ấn Độ (tiếng Thái: pong kari).

### Các món cà ri ở Việt Nam
Món cà ri ở Việt Nam nổi bật với các nguyên liệu như nước cốt dừa, khoai tây, khoai lang, khoai môn, thịt gà cùng với rau mùi và hành lá. Món ăn này thì giống món canh hơn là món cà ri Ấn Độ. Cà ri thịt dê thì cũng có mặt nhưng chỉ ở vài nhà hàng đặc biệt ở Việt Nam. Món cà ri thường được ăn kèm với bánh mì, bún hoặc cơm. Món cà ri ở Việt Nam được xem là món ăn ở miền Nam.
Các thành phần khác của món cà ri hết sức đa dạng, phụ thuộc vào nguyên liệu thịt, củ quả chính để nấu cà ri cũng như sáng tạo của người đầu bếp. Chúng ta thường bắt gặp trong món cà ri có nước cốt dừa, điều đỏ, hành, gừng, thịt các loại (heo, dê, bò, gà, cừu, cá sấu, đà điểu và một số loại hải sản), khoai tây, khoai lang, cà rốt, củ cải, rau quả, vv...

## Bột cà ri
Bột cà ri là một hỗn hợp gia vị của rất nhiều thành phần khác nhau được phát triển bởi người Anh trong thời kỳ Ấn Độ thuộc Anh, như một cách để cảm nhận hương vị của ẩm thực Ấn Độ tại quê hương. Masala có liên quan đến các loại gia vị, và đây là tên được đặt cho loại nước sốt đặc và nhão dựa trên sự kết hợp của các loại gia vị với bơ sữa trâu lỏng (bơ gạn), bơ, dầu cọ hoặc nước cốt dừa. Hầu hết bột cà ri thương mại có sẵn ở Anh, Hoa Kỳ và Canada, với thành phần chủ yếu là bột nghệ nghiền, do đó tạo ra nước sốt có màu rất vàng. Những thành phần chiếm ít hơn trong các loại bột cà ri vàng ở phương Tây thường là rau mùi, thì là, cỏ cà ri, mù tạt, ớt, hạt tiêu đen và muối. 
Ngược lại, bột cà ri và bột nhão cà ri được sản xuất và tiêu thụ ở Ấn Độ thì rất đa dạng; một số màu đỏ, một số màu vàng, một số màu nâu; một số có ngũ vị hương và một số với khoảng 20 loại gia vị hoặc nhiều hơn nữa. Bên cạnh các loại gia vị đã đề cập, các loại gia vị thường được tìm thấy trong các loại bột cà ri khác nhau ở Ấn Độ là tiêu Jamaica, tiêu trắng, mù tạt nghiền, gừng nghiền, quế, thì là nướng, đinh hương, nhục đậu khấu, vỏ nhục đậu khấu, hạt thảo quả màu xanh lá cây hoặc vỏ cây bạch đậu khấu đen, lá nguyệt quế và hạt rau mùi.

## Những lợi ích sức khỏe
Vài nghiên cứu đã chỉ ra rằng các thành phần trong cà ri như nghệ có thể giúp ngăn ngừa một số bệnh, kể cả ung thư ruột kết và bệnh Alzheimer. Một số nghiên cứu đã cho rằng phản ứng của các thụ thể tiếp nhận cơn đau với các thành phần cay nóng trong món cà ri sẽ dẫn đến sự phát sinh các endorphin trong cơ thể; cà ri được cho là một trong những loại thuốc kích thích mạnh mẽ nhất.
Với phản ứng về cảm giác phức tạp đối với nhiều loại gia vị và hương vị, một điểm giới hạn tự nhiên được hình thành, gây ra cảm giác thèm ăn tiếp theo, thường theo sau là một nhu cầu chuyển sang món cà ri cay hơn. Một số người cho rằng điều này là sự gây nghiện, nhưng các nhà nghiên cứu khác lại tranh cãi về việc sử dụng thuật ngữ "nghiện" trong trường hợp này.
Các nghiên cứu khác cũng cho rằng cà ri có đặc tính chống ký sinh trùng.